# 恰雷什河

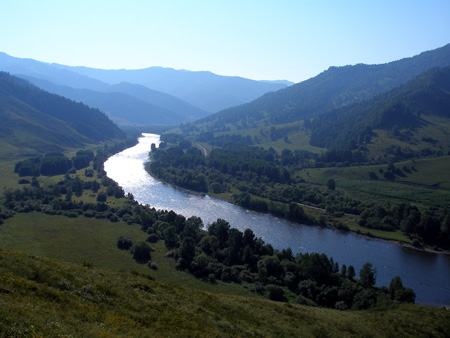
恰雷什河

恰雷什河（俄语：Чары́ш）是俄羅斯西伯利亞西南部的河流，發源自阿爾泰共和國，流經阿爾泰邊疆區，在離巴爾瑙爾的地方流進鄂畢河，河道全長547公里，流域面積22,220平方公里。